# Manuel Bernardes
Manuel Bernardes (Asunción, 29 de agosto de 1956-24 de marzo de 2016) fue un periodista y locutor de radio paraguayo. A lo largo de más de tres décadas de trayectoria, se destacó por su estilo irreverente y provocador, lo que lo convirtió en una de las personalidades radiales más controvertidas del país y le valió múltiples amenazas de muerte.

## Biografía
Nacido en Asunción el 29 de septiembre de 1956, Bernardes proviene de una familia de periodistas y locutores de radio, tradición que heredó de su padre y su abuelo. Estudió en la Universidad Católica de Asunción y luego continuó su formación en la Universidad de Texas en Austin, Estados Unidos. También cursó estudios en Italia. A lo largo de su vida profesional, trabajó en la Organización de los Estados Americanos (OEA), en el departamento de publicaciones, antes de dedicarse plenamente al periodismo y la locución.
Inició su carrera en la radio en la década de 1980 en Radio Yacyretá, donde condujo el programa Buenas noches ciudad, con música pop y fusión. En los años siguientes, se trasladó a la Red Privada de Comunicación, trabajando en emisoras como Radio Cardinal, Radio Ñanduti, Radio 1000, y Radio Uno.
Fue en Radio Cardinal, en los años 1990, cuando consolidó su carrera, especialmente al trabajar con el locutor y periodista deportivo Julio González Cabello. Juntos innovaron en el uso de la FM hablada, realizando programas espontáneos y originales. En ese tiempo, Bernardes se hizo conocido por su estilo informal y provocador, lo que le permitió conectar con una amplia audiencia.
En 2008, fue protagonista de un incidente controversial en el que disparó 46 veces dentro de la cabina de Radio Uno tras conocerse la victoria electoral de Fernando Lugo a la Presidencia de la República, un acto que causó gran controversia y que reflejó su carácter impulsivo y polémico.
Además de su trabajo en radio, Bernardes también participó en televisión, donde condujo el programa Camino al éxito y otros espacios de entretenimiento. Era un gran amante de la música, especialmente de Carlos Santana, y en 1991 tuvo la oportunidad de entrevistarlo durante el festival Rock in Rio. Su afición por la música también se reflejaba en sus comentarios sobre el órgano Hammond y otros aspectos musicales, lo que le permitió destacarse en este ámbito.
A lo largo de sus más de treinta años en la radio, Bernardes realizó numerosas entrevistas a figuras destacadas, como la brasileña Xuxa, Susana Giménez y Mario Pergolini, entre otros. Una de sus entrevistas más recordadas fue la que tuvo con Nidia de Cuevas, «Ña Tora», madre del exfutbolista paraguayo Nelson Cuevas, en la que, con su estilo provocador, la confrontó desde el inicio hasta el final de la entrevista. La actitud desafiante de Bernardes le valió múltiples amenazas de muerte, incluidas algunas de un ciudadano brasileño.

## Estilo y legado
[Bernardes] siempre fue un tipo brillante, un tipo vertical y directo.
—Julio González Cabello

Era talentoso y muy loco, además de ser sarcástico y una persona que confrontaba mucho con la gente. Tenía una forma muy peculiar de hacer periodismo y tenía sus seguidores. Lo vamos a extrañar muchísimo.
—Mina Feliciangeli

Bernardes era conocido por su lenguaje frontal y su estilo directo, características que le permitieron hacerse un nombre en la radio paraguaya. Su tono sarcástico y provocador le permitió ganar seguidores, pero también generar controversia y críticas. A pesar de su carácter polarizante, muchos destacaron su brillantez y su capacidad para innovar en el medio. El periódico paraguayo Extra considera que Bernardes «marcó un antes y un después en la radio del Paraguay con sus ocurrencias y su impredecible personalidad».

## Últimos años y fallecimiento
En 2013, Bernardes se alejó temporalmente de la radio debido a un agotamiento personal. En sus últimos años, enfrentó problemas de salud, y fue internado el 16 de marzo de 2016 en un sanatorio privado de Asunción.
El 24 de marzo de ese año, su cuerpo fue encontrado sin vida en su hogar, ubicado en el barrio San Roque de Asunción. Según los reportes de la Policía, Bernardes fue hallado con un disparo en la cabeza y un arma de fuego cerca, lo que llevó a especular sobre la posibilidad de un suicidio. Su fallecimiento generó una gran conmoción en el país, y el entonces presidente de la República, Horacio Cartes, expresó su pesar a través de las redes sociales, recordando a Bernardes como un «gran amigo y leal compañero». Fue enterrado dos días después, a las 15:30 (UTC-4), en el cementerio Parque Serenidad de Villa Elisa.